# Olympiske spillesteder i håndbold
Under Sommer-OL, er der 27 spillesteder der har været/vil blive brugt til håndbold.
| OL                    | Spillested                                                           | Spillested, for andre sportsgrene                                                                            | Kapacitet                                                                                               | Kilde(r).          |
| --------------------- | -------------------------------------------------------------------- | --- | --- | ------------------ |
| 1936 i Berlin         | BSV 92 Field & Stadium                                               | Cykling (track)                                                                                              | 1,000                                                                                                   | [ 1 ]              |
| 1936 i Berlin         | Olympiastadionet (finalen)                                           | Atletik, ridning (spring), fodbold (finalen)                                                                 | 100,000                                                                                                 | [ 2 ]              |
| 1936 i Berlin         | Police Stadium                                                       | Nej | Ikke opført.                                                                                            | [ 3 ]              |
| 1972 i München        | Böblingen Sportshalle                                                | Nej. | Ikke opført                                                                                             | [ 4 ] [ 5 ] [ 6 ]  |
| 1972 i München        | Donauhalle Ulm                                                       | Nej. | 2,300                                                                                                   | [ 4 ] [ 5 ] [ 7 ]  |
| 1972 i München        | Hohenstaufenhalle Göppingen                                          | Nej. | 5,599                                                                                                   | [ 4 ] [ 5 ] [ 8 ]  |
| 1972 i München        | Olympiahalle (finalen)                                               | Gymnastik | 10.563                                                                                                  | [ 9 ]              |
| 1972 i München        | Sporthalle Augsburg                                                  | Nej. | 3,093                                                                                                   | [ 4 ] [ 5 ] [ 10 ] |
| 1976 i Montreal       | Complexe sportif Claude-Robillard                                    | Håndbold | 2,755 (Vandpolo) 4,721 (Håndbold)                                                                       | [ 11 ]             |
| 1976 i Montreal       | Montreal Forum (finalen)                                             | Basketball (finalen), boksning (finalen), gymnastik, volleyball (finalen)                                    | 18,000                                                                                                  | [ 12 ]             |
| 1976 i Montreal       | Pavilion de l'éducation physique et des sports de l'Université Laval | Nej. | 3,732                                                                                                   | [ 13 ]             |
| 1980 i Moskva         | Dynamo Palace of Sports                                              | Nej. | 5,000                                                                                                   | [ 14 ]             |
| 1980 i Moskva         | Sokolniki Sports Palace (finaenl)                                    | Nej. | 6,800                                                                                                   | [ 15 ]             |
| 1984 i Los Angeles    | Titan Gymnasium                                                      | Nej. | 3,300                                                                                                   | [ 16 ]             |
| 1988 i Seoul          | Suwon Gymnasium                                                      | Nej. | 6,000                                                                                                   | [ 17 ]             |
| 1992 i Barcelona      | Palau d'Esports de Granollers                                        | Nej. | 5,500                                                                                                   | [ 18 ]             |
| 1992 i Barcelona      | Palau Sant Jordi (finalen)                                           | Gymnastik (kunstnerisk), volleyball (finalen)                                                                | 15,000                                                                                                  | [ 19 ]             |
| 1996 i Atlanta        | Georgia Dome (mændenes finale)                                       | Basketball (finalen), gymnastik (kunstnerisk)                                                                | 34,500 (hver side)                                                                                      | [ 20 ] [ 21 ]      |
| 1996 i Atlanta        | Georgia World Congress Center                                        | Fægtning, judo, moderne femkamp (fægtning, skydning), bordtennis, vægtløftning, brydning                     | 3,900 (fægtning) 7,300 (håndbold) 7,300 (judo) 4,700 (bordtennis) 5,000 (vægtløftning) 7,300 (brydning) | [ 22 ] [ 23 ]      |
| 2000 i Sydney         | The Dome and Exhibition Complex                                      | Badminton, basketball, gymnastik (kunstnerisk), moderne femkamp (fægtning, skydning), volleyball (indendørs) | 10,000                                                                                                  | [ 24 ]             |
| 2004 i Athen          | Faliro Sports Pavilion Arena                                         | Taekwondo | 10,000                                                                                                  | [ 25 ]             |
| 2004 i Athen          | Helliniko Indoor Arena (finalen)                                     | Basketball                                                                                                   | 10,000                                                                                                  | [ 26 ]             |
| 2008 i Beijing        | National Indoor Stadium (finalen)                                    | Gymnastik (kunstnerisk, trampolin)                                                                           | 19,000                                                                                                  | [ 27 ]             |
| 2008 i Beijing        | Olympic Sports Center Gymnasium                                      | Nej. | 7,000                                                                                                   | [ 28 ]             |
| 2012 i London         | Basketball Arena (medaljerunderne)                                   | Basketball                                                                                                   | 12,000                                                                                                  | [ 29 ]             |
| 2012 i London         | Copper Box                                                           | Fægtning, moderne femkamp (fægtning)                                                                         | 7,000                                                                                                   | [ 30 ]             |
| 2016 i Rio de Janeiro | Olympic Training Center – Arena 4                                    | Nej. | 12,000                                                                                                  | [ 31 ]             |